# Un amour violent
Pour plus de détails, voir Fiche technique et Distribution.
Un amour violent (Härte) est un film allemand de Rosa von Praunheim sorti en 2015 qui retrace la vie d'Andreas Marquardt, ancien champion du monde allemand de karaté.

## Synopsis
Maltraité par son père et sexuellement abusé par sa mère pendant son enfance, le film peint le parcours violent d'Andreas Marquardt, ancien champion du monde allemand de karaté, passé par le proxénétisme et la prison avant de trouver la rédemption.
Une liaison s'installe entre Andreas et Marion Erdmann, l'une de ses prostituées, qui tombe amoureuse de lui et bien que maltraitée, elle le soutient, dévouée.
Avec elle, il s'ouvre à une femme pour la première fois.

## Fiche technique
- Titre : Un amour violent
- Titre original : Härte
- Réalisation : Rosa von Praunheim
- Scénario : Nico Woche, Jürgen Lemke et Rosa von Praunheim d'après le livre Härte - Mein Weg aus dem Teufelskreis der Gewalt d'Andreas Marquardt et Jürgen Lemke
- Musique : Andreas M. Wolter
- Photographie : Elfi Mikesch et Nicolai Zörn
- Montage : Mike Shephard
- Production : Rosa von Praunheim
- Société de production : Rosa von Praunheim Filmproduktion et Arte
- Pays :  Allemagne
- Genre : Biopic et drame
- Durée : 89 minutes
- Dates de sortie : 
  -  Allemagne : 23 avril 2015

## Distribution
- Hanno Koffler : Andy
- Luise Heyer : Marion
- Katy Karrenbauer : la mère
- Rüdiger Götze : le grand-père
- Ilse Amberger-Bendin : la grand-mère
- Steffen Bielig : le père
- Sascia Haj : Hannah
- Petra Herrlein : Petra

## Divers
Le film est diffusé sur la chaine Arte le 30 novembre 2017.